# Маруняк, Василий Васильевич
Василий Васильевич Маруняк (19 ноября 1967, Алма-Ата) — советский футболист, нападающий, российский футбольный тренер.

## Биография
В качестве игрока выступал на позиции нападающего. Провёл два сезона в соревнованиях мастеров — в 1984—1985 годах играл во второй лиге СССР за курский «Авангард». В дальнейшем выступал в Курске в соревнованиях КФК.
Тренерскую карьеру начал в Курске, затем работал селекционером «Ростова». В начале 2010-х годов перебрался в Казахстан, где входил в тренерский штаб молодёжных составов «Кайрата» и юношеской сборной Казахстана, работал с командой СДЮШОР-2. В 2015 году был на стажировке в московской ДЮСШ «Строгино». С 2016 года возглавлял молодёжную команду «Астаны», в 2018 году вывел её из второй лиги в первую и был признан лучшим тренером второй лиги, однако на следующий год команда опустилась обратно. С «Астаной» участвовал в Юношеской лиге УЕФА.
В июне 2021 года был назначен главным тренером женского клуба высшей лиги России «Чертаново», где пришёл на смену Сергею Лаврентьеву. По итогам сезона его команда финишировала на 8-м месте среди 10 участников. Руководил командой до конца 2023 года, после чего на полгода возглавил ЖФК «Крылья Советов».
Имеет тренерскую лицензию Pro.